# ヴィニー・サムウェイズ
ヴィンセント・"ヴィニー"・サムウェイズ（英語: Vincent "Vinny" Samways、1968年10月27日 - ）は、イングランドの元サッカー選手、サッカー指導者。現役時代のポジションはMF。

## 選手歴
ロンドンで生まれ、トッテナム・ホットスパーFCのユースに在籍した。そのままトップチームに昇格し、1991年のFAカップを制し、1993年の同杯の準決勝進出にも貢献した。UEFAカップウィナーズカップにも1991-92シーズンに出場しており、準々決勝進出にサイドプレイヤーとして貢献した。
1992シーズンの終わりには移籍リストに載ったが、彼自身の希望によって更に2シーズンをトッテナム・ホットスパーで過ごす事となった。
1994年にはエヴァートンFCに移籍し、1995年のFAカップ決勝戦のメンバーにもなったものの、その後レンタルに出された。エヴァートンでは僅かに1995年のFAコミュニティ・シールドでリーグ優勝したブラックバーン・ローヴァーズFCから得点を奪ったのみであったからである。1995-96シーズンでは、多くの時間をフットボールリーグ・ファーストディヴィジョンのウルヴァーハンプトン・ワンダラーズFCやバーミンガム・シティFCで過ごす事となった。
エヴァートンでは失敗に終わった彼であるが、その後移籍したスペインのUDラス・パルマスでは大きな成功を収め、彼はこのクラブで主将を務めた。2002-03シーズンにはセビージャFCに移籍し、レアル・ベティスとのダービー戦に出場した初めての英国人となった。2003-04シーズンにはイングランドに戻り、ウォルソールFCに在籍した。
しかし、その翌年に再びスペインに行き、アルヘシラスCFに所属、2005年に36歳で選手を引退した。

## 監督歴
選手引退後はスペインのサン・ペドロというクラブで指揮を執った。

## タイトル
トッテナム・ホットスパーFC
- FAカップ: 1991
- FAコミュニティ・シールド: 1991（シェア）

エヴァートンFC
- FAカップ: 1995
- FAコミュニティ・シールド: 1995